# SN 2001dc
SN 2001dc – supernowa typu II-P odkryta 30 maja 2001 roku w galaktyce NGC 5777. W momencie odkrycia miała maksymalną jasność 18,50m.